# Lachesilla cladiumicola
Lachesilla cladiumicola är en insektsart som beskrevs av Garcia Aldrete 1999. Lachesilla cladiumicola ingår i släktet Lachesilla och familjen kviststövsländor. Inga underarter finns listade i Catalogue of Life.